# Bermuda Dunes
Bermuda Dunes és una concentració de població designada pel cens dels Estats Units a l'estat de Califòrnia. Segons el cens del 2000 tenia 6.229 habitants.

## Demografia
Segons el cens del 2000, Bermuda Dunes tenia 6.229 habitants, 2.595 habitatges, i 1.686 famílies. La densitat de població era de 761,1 habitants/km².
Dels 2.595 habitatges en un 30,4% hi vivien nens de menys de 18 anys, en un 51,2% hi vivien parelles casades, en un 9,6% dones solteres, i en un 35% no eren unitats familiars. En el 25,6% dels habitatges hi vivien persones soles el 8,4% de les quals corresponia a persones de 65 anys o més que vivien soles. El nombre mitjà de persones vivint en cada habitatge era de 2,4 i el nombre mitjà de persones que vivien en cada família era de 2,92.
Per edats la població es repartia de la següent manera: un 23,6% tenia menys de 18 anys, un 8,9% entre 18 i 24, un 29,8% entre 25 i 44, un 23,6% de 45 a 60 i un 14,1% 65 anys o més.
L'edat mediana era de 38 anys. Per cada 100 dones de 18 o més anys hi havia 95,8 homes.
La renda mediana per habitatge era de 51.082 $ i la renda mediana per família de 62.453 $. Els homes tenien una renda mediana de 43.900 $ mentre que les dones 31.654 $. La renda per capita de la població era de 29.343 $. Entorn del 4,5% de les famílies i el 6,9% de la població estaven per davall del llindar de pobresa.

## Poblacions més properes
El següent diagrama mostra les poblacions més properes.